# Ochyrotica rufa
Ochyrotica rufa là một loài bướm đêm thuộc họ Pterophoridae. Nó được biết đến ở La Réunion và Madagascar.